# Wikipédia en néerlandais
Wikipédia en néerlandais (en néerlandais : Nederlandstalige Wikipedia) est l’édition de Wikipédia en néerlandais, langue germano-néerlandaise parlée aux Pays-Bas, en Flandre en Belgique et Suriname. L'édition est lancée en août 2001. Son code est : nl.
Au 24 mars 2025, l'édition en néerlandais contient 2 182 661 articles et compte 1 395 714 contributeurs, dont 3 783 contributeurs actifs et 29 administrateurs.

## Présentation et historique

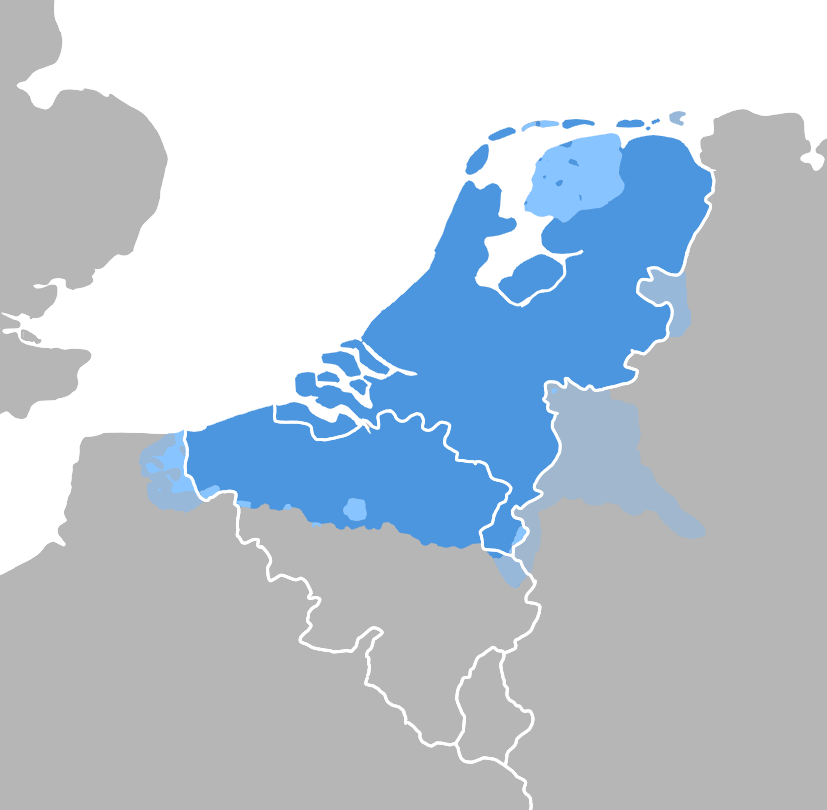
Aire de diffusion du néerlandais.

La Wikipédia en néerlandais a démarré le 19 juin 2001, et a atteint les 100 000 articles le 14 octobre 2005. Elle dépasse brièvement la Wikipédia en polonais et se classe à la sixième place des plus grosses éditions de Wikipédia, avant de retomber en huitième position. Le 1er mai 2006, elle surpasse les éditions suédoise et italienne en un jour pour revenir à la sixième position. Le 500 000e article a été créé le 30 novembre 2008. Dans une recherche d'étude en 2006 sur Multiscope, la Wikipédia en néerlandais est classée à la troisième place des meilleurs sites en hollandais, après Google et Gmail, avec une note de 8,1.
Le 22 octobre 2011, des articles créés par les bots Joopwikibot et GrashoofdBot permettent à la Wikipédia en néerlandais d'atteindre les 800 000 articles et ainsi de dépasser les éditions en russe et en japonais. Elle se classe alors 7e et rattrape très rapidement les éditions de Wikipédia qui la devancent. Le 8 décembre 2011, elle est la quatrième Wikipédia avec plus de 900 000 articles et le 17 décembre, elle atteint le million d'articles. En mars 2013, elle atteint le 1 300 000e article et devient la troisième Wikipédia la plus importante en nombre d'articles dépassant la version en français, notamment grâce à l'aide de plusieurs bots.

## Statistiques
- Le 27 janvier 2005, le 50 000e article (Pianosa) est publié et le 14 octobre de la même année, le cap des 100 000 articles est atteint.
- En juin 2013, l'édition en néerlandais devient la deuxième Wikipédia quant au nombre d'articles en dépassant la Wikipédia en allemand. Elle compte à cette date 538 000 utilisateurs enregistrés.
- Au 19 octobre 2022, elle contient 2 104 480 articles et compte 1 235 641 contributeurs, dont 3 738 contributeurs actifs et 35 administrateurs.
- Au 9 août 2024, elle contient 2 164 366 articles et compte 1 357 951 contributeurs, dont 3 453 contributeurs actifs et 31 administrateurs
- Au 24 mars 2025, elle contient 2 182 661 articles et compte 1 395 714 contributeurs, dont 3 783 contributeurs actifs et 29 administrateurs.

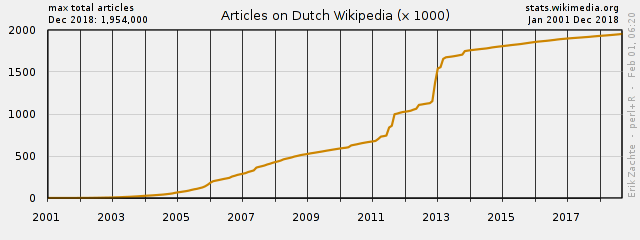
Évolution du nombre d'articles jusqu'en 2018.